# Conrad Badius
Conrad Badius (Parijs, 1510 - Genève, 1568) was een Frans humanistisch drukker.

## Levensloop
Conrad Badius was een zoon van de drukker Jodocus Badius. Hij nam de opvolging van zijn vroeg overleden vader. De eerste drukken die hij ondertekende dateren van 1546.
In 1549 verliet hij Parijs en vestigde zich in Genève. De reden was dat hij protestant was geworden en zich in Parijs niet meer veilig voelde.
Hij associeerde zich aanvankelijk met de bekende drukker Jean Crespin. Weldra ging hij echter een nieuwe vennootschap aan met zijn schoonbroer Etienne Robert, die eveneens naar Genève was verhuisd. Samen drukten ze talrijke werken.
In 1556 drukten ze Alcoran des Cordeliers, een werk van Erasmus Albere, door Badius vertaald van het Latijn naar het Frans. In 1562 drukten ze Les Vertus de notre maître Nostradamus.
Hun drukwerken werden geprezen voor hun kwaliteit.